# کنوزالحکمة
کنوزالحکمة کتابی‌است در صوفیگری نوشتهٔ شیخ احمد جام (ژنده‌پیل). کنوزالحکمة آخرین کتاب شیخ است.

## حمید شرقی
- ژنده‌پیل، احمدبن ابوالحسن (۱۳۸۷)، کنوزالحکمة، به کوشش به پژوهش علی فاضل.، تهران: پژوهشگاه علوم انسانی و مطالعات فرهنگی، شابک ۹۷۸-۹۶۴-۴۲۶-۳۴۳-۹